# Kallar Kahar
Kallar Kahar (en ourdou : كلّر كہار) est une ville pakistanaise située dans le district de Chakwal, dans le nord de la province du Pendjab. C'est la troisième plus grande ville du district. Elle est située à moins de trente kilomètres au sud-ouest de Chakwal.
La ville est considérée comme une zone urbaine depuis le recensement de 2017 et affiche une population de 24 981 habitants. Selon le recensement de 2023, la population de la ville monte à 27 928 habitants.